# حسین‌آباد شیبانی (خوسف)
حسین‌آباد شیبانی یک روستا در ایران است که در دهستان جلگه ماژان شهرستان خوسف واقع شده‌است. حسین‌آباد شیبانی ۵۰ نفر جمعیت دارد.